# نیکلینو
نیکلینو (به ایتالیایی: Nichelino) یک کومونه در ایتالیا است که در استان تورین واقع شده‌است.

## خصوصیات
نیکلینو ۲۰٫۶۴ کیلومترمربع مساحت و ۴۹٬۰۰۹ نفر جمعیت دارد و ۲۲۹ متر بالاتر از سطح دریا واقع شده‌است.

## خواهرخوانده
شهرهای کلوئیر اکوئیر و ویکتوریا، مالت خواهرخوانده‌های نیکلینو هستند.